# Вознесенская церковь (Суботица)
Вознесенская церковь (Храм Вознесения Господня, серб. Црква Светог Вазнесења Господњег) — храм Бачской епархии Сербской православной церкви в городе Суботице (АК Воеводина, Сербия). Памятник культуры Сербии.

## История
Согласно письменным источникам, до строительства этого храма в непосредственной близости располагалась небольшая часовня в честь Вознесения Господня. Новая церковь построена в 1723—1726 годах. Ктитором храма стал торговец Никола Джелебджия (Челебджия). В 1766 году сделан первый капитальный ремонт и установлен иконостас. В 1804 году церковь была расширена приблизительно на 11,4 м в длину и на 1,5 м в ширину, а над притвором обустроен хор.
В 1909—1910 годах церковь была значительно перестроена по проекту Михаила Милана Харница из Будапешта. Старая колокольня была снесена и заменена на новую с крестильней и хранилищем. Старый иконостас передан церкви Святого Димитрия в селе Александрово, а новый был сделан Йоханнесом Лукешем (Хайнцом Лукашем) под надзором Пае Йовановича. На восьми окнах храма были установлены витражи, изготовленные фирмой Türoler Glassmalerei в Инсбруке, на которых были изображены лики святых. Во время Второй мировой войны они разбились.
В 2010—2018 годах в церкви были проведены масштабные реставрационные работы: заменено покрытие купола и крыши, стены очищены от наслоений сажи, обновлён иконостас и установлены новые витражи.

## Архитектура
В ходе реконструкций храм сильно менял свой облик. Сегодня храм представляет собой однонефное сооружение в стиле необарокко с полукруглой апсидой на востоке и входом на западе, с надстроенном над ним колокольней.